# 紅油抄手
紅油抄手，是一道源自於中國的四川小吃，其制作方法是抄手上直接淋辣油，也可加入蔥、蛋絲、紫菜等配菜。

## 概要
红油抄手的“抄手”二字在广州称為“云吞”，在江西称“清汤”、在福建及台灣稱作“扁食”或“扁肉”。
四川话中把馄饨稱作抄手，当地特有的料理方法是将鲜肉馄饨煮熟后，另盛入以辣油为主的酱料中食用。
雖然抄手發展自馄饨，但如今以成為一種獨立食品，抄手的皮比餛飩更加薄而润滑，大小比馄饨更小一些，最有名的是成都的龙抄手。